# دونالد إي. ميرفي
دونالد إي. ميرفي (بالإنجليزية: Donald E. Murphy)‏ هو سياسي أمريكي، ولد في 8 يوليو 1960 في بالتيمور في الولايات المتحدة. حزبياً، نشط في الحزب الجمهوري. وقد انتخب عضو مجلس النواب لولاية ماريلند.